# Nordakademie-Stiftung

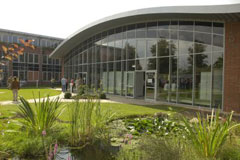
Campus der Nordakademie, auf dem auch die Stiftung ihren Sitz hat

Die Nordakademie-Stiftung (Eigenschreibweise „NORDAKADEMIE-Stiftung“) ist eine gemeinnützige rechtsfähige Stiftung bürgerlichen Rechts. Sie ist primär eine Wissenschaftsstiftung und hat ihren Sitz in Elmshorn auf dem Campus der Nordakademie.

## Gründung, Finanzierung und Zweck
Die Stiftung wurde am 20. September 2017 von der Nordakademie Hochschule der Wirtschaft ins Leben gerufen. Das Stiftungsgrundstockvermögen sowie die regelmäßigen Zustiftungen werden ebenfalls durch die Hochschule geleistet. Die Nordakademie-Stiftung ist tätig in den Bereichen Wissenschaft und Forschung, Erziehung, Bildung, Kunst und Kultur. Die Stiftung soll insbesondere in Ergänzung zu den Tätigkeiten der Nordakademie dort fördernd tätig werden, wo eine Förderung nicht mehr zum Hochschulbetrieb im engeren Sinne zählt.

## Organe der Stiftung
Stiftungsorgane sind der Vorstand, der Stiftungsrat und – sofern bestellt – der besondere Vertreter (§ 30 BGB). Vorsitzende des für die operative Tätigkeit zuständigen Vorstands ist seit dem 20. September 2021 Kerstin Fink, die gleichzeitig Präsidentin der Nordakademie ist. Weiteres Vorstandsmitglied ist seit 2018 Daniel Graewe.
Der Stiftungsrat besteht aus dem Vorsitzenden Thomas Straubhaar (Professor für Internationale Wirtschaftsbeziehungen an der Universität Hamburg), dem stellvertretenden Vorsitzenden Nico Fickinger (Hauptgeschäftsführer Nordmetall), sowie den Stiftungsratsmitgliedern Leo Brecht (Universität Liechtenstein), Monika Griefahn (Umweltministerin a. D. und Mitbegründerin von Greenpeace Deutschland), Knut Nicholas Krause (Vorstand der knk Business Software AG, Mielkendorf), Christian Kuhnt (Intendant des Schleswig-Holstein Musik Festivals), Sabine Maasen (Professorin für Wissenschafts- und Innovationsforschung an der Universität Hamburg), Holger Micheel-Sprenger (Geschäftsführer der ICME Healthcare GmbH, Fehmarn), Harm Reimers (Niederlassungsleiter der Vink Kunststoffe GmbH – deutsche adp, Pinneberg) und Kirsten Wagner (Geschäftsführerin der Nordmetall-Stiftung).

## Aktivitäten
Die Aktivitäten der Stiftung konzentrieren sich auf die Bereiche Wissenschaft, Bildung und Kultur.

### Wissenschaft und Forschung
In den Bereichen Wissenschaft und Forschung fördert die Nordakademie-Stiftung sowohl eigene als auch externe Projekte in Kooperation mit Hochschulen und Forschungseinrichtungen. Zurzeit sind dies:
- Neuvermessung der Weltwirtschaft – wie verändert die Digitalisierung die Messung der Wertschöpfung (in Kooperation mit der Universität Hamburg)
- Innovations- und Transferprozesse in Hochschulen (in Kooperation mit der Innovations Kontakt Stelle Hamburg)
- Cyber-Physikalische Labore (CPL) – Inverted Laboratories (Weiterentwicklung berufsbegleitende Studiengänge)
- Computer Aided Psychometric Test Analysis (in Kooperation mit dem CAPTA-Institut)
- Forschungsprojekt Compliance (in Kooperation mit der Hochschule Aalen und der Universität München)
- Deutschland und China – Investitionsbeziehungen unter komplexen Rahmenbedingungen (in Kooperation mit dem Institut für angewandtes Wirtschaftsrecht)
- Einbindung von Controllern in das Nachhaltigkeitsmanagement (in Kooperation mit der Universität Lüneburg)
- Verbreitung von Cradle to Cradle-Lösungen für Gebäude und Innenraumgestaltung (in Kooperation mit Cradle to Cradle NGO, Berlin)
- Supply Chain of the 21st Century – Towards Ethical, Social and Circular Business Models (in Kooperation mit der Copenhagen Business School)
- Aufbau eines Instituts für User Experience und User Research
- Lokale Effekte globaler digitaler Plattformen
- Norddeutschland und die Corona-Krise: Wirtschaftliche Folgen und wirtschaftspolitischer Handlungsbedarf (in Kooperation mit dem Kiel Institut für Weltwirtschaft)
- Umwelt- und Nachhaltigkeitsmanagement
- Development and Validation of the Media Brand Trust Scale (in Kooperation mit der Helmut-Schmidt-Universität Hamburg)
- Stadtmarke Elmshorn
- Schadstoffanalyse Elbe (in Kooperation mit der Deutschen Meeresstiftung)
- Sichtbarmachung des Data Science Process Model

### Bildung
Im Bereich Bildung fördert die Nordakademie-Stiftung zurzeit u. a. die folgenden Projekte:
- Bilinguale Erziehung an Schulen
- Programmierwettbewerb an Schulen

### Kunst und Kultur
Im Bereich Kultur kann die Nordakademie-Stiftung eigene Projekte fördern, sowie kulturelle Einrichtungen und Veranstaltungen unterstützen, wobei der Schwerpunkt bei der Jugend- und Nachwuchsarbeit liegt. Zurzeit gibt es folgende Projekte:
- Workshops und Proben in den Räumen der Nordakademie im Rahmen des Schleswig-Holstein Musik Festivals
- Auftritts- und Vernetzungsmöglichkeiten im Rahmen des Virtual Reality & Arts Festivals (VHRAM!)[8]
- Mendelssohn Summer School (in Kooperation mit der Hochschule für Musik und Theater Hamburg)

## Geschichte
Als Gründungsvorsitzender war Georg Plate von 2017 bis 2021 für die Stiftung tätig. Beim ersten Stiftungstag am 27. Oktober 2021 wurde er verabschiedet. Auf der Veranstaltung erfolgte ein Rückblick auf die Gründungsphase der Stiftung, und neun Förderprojekte stellten ihre Arbeit in Kurzbeiträgen vor.